# 1981 en rugby à XV
Cette page présente les faits marquants de l'année 1981 en rugby à XV : les principales compétitions et évènements liés au rugby à XV et rugby à sept ainsi que les naissances et décès de grandes personnalités de ces sports.

## Principales compétitions
- Coupe d'Angleterre (du ?? ???? 1980 au 2 mai 1981)
- Currie Cup
- Championnat de France (du ?? ???? 1980 au 26 mai 1981)
- Championnat d'Italie (du ?? ???? 1980 au 29 mai 1981)
- Tournoi des Cinq Nations (du 17 janvier au 25 mai 1981)

## Événements

### Mars
- 8 mars : à Rovigo, l'équipe de France A' bat difficilement l'équipe d'Italie 17-9 (3-3 à la mi-temps) grâce notamment à Christian Delage, François Sangalli et Christian Bélascain le reste de l'équipe étant en deçà de ses performances habituelles.
- 21 mars : la France remporte le Tournoi des Cinq Nations en battant l'Angleterre 16-12 (2E-1T-1D contre 4P) et en réussissant un Grand Chelem. Il s'agit du troisième Grand Chelem réussi par les Bleus dans le tournoi. Vingt joueurs contribuent à ce succès.

### Mai
- 2 mai : les Leicester Tigers remportent la John Player Cup pour la troisième année consécutive en disposant 15-12 de Gosforth lors de la finale à Twickenham[1].
- 25 mai : l'AS Béziers remporte le championnat de France après avoir battu le Stade bagnérais en finale. L'AS Béziers conserve son titre de champion de France et remporte un quatrième Bouclier de Brennus en cinq ans. Le Stade bagnérais perd une deuxième finale, après celle de 1979[2].
- ? mai : L'Aquila Mael remporte son 3e titre national. En raison de l'élargissement du championnat suivant à 16 clubs, aucune équipe n'est reléguée en fin de saison[3].

### Août
- En août-septembre, les Springboks rendent visite aux All Blacks, les Springboks perdent la série (2-1). La tournée faite par les Springboks en Nouvelle-Zélande (encore connue en Nouvelle-Zélande comme la tournée), est marquée par des mouvements de protestation contre la politique raciale d'apartheid de l'Afrique du Sud[4],[5]. L'apartheid a fait de l'Afrique du Sud un pariah des nations, et tous les pays sont fortement encouragés à éviter tout contact sportif avec celle-ci. Cependant, le rugby à XV est un sport très populaire en Nouvelle-Zélande, et les Springboks sont considérés comme l'adversaire numéro un des All Blacks. Il se produit alors une terrible division entre les Néo-Zélandais. Le sport et la politique doivent-ils être mêlés ? Cautionne-t-on la politique raciale et raciste d'apartheid en laissant se dérouler la tournée ?

## Principales naissances
- 6 mai : Census Johnston, pilier international samoan, naît à Auckland.
- 7 mai : Vincent Clerc, ailier ayant porté le maillot du XV de France, naît à Échirolles.
- 21 octobre : Martin Castrogiovanni, pilier ayant joué en équipe d'Italie, naît à Paraná.
- 22 octobre : Brock James, demi d'ouverture australien, naît à Victoria.
- 18 novembre : Thierry Dusautoir, troisième ligne international français, naît à Abidjan.
- 19 novembre : Juan Martín Fernández Lobbe, troisième ligne international argentin, naît à Buenos Aires.

## Principaux décès
- 24 février : Pierre Pons international français et président du Stade toulousain de 1942 à 1944 meurt à son domicile toulousain à l'âge de 86 ans[6].